# Yamaha Motiv
La Yamaha Motiv — reso graficamente in MOTIV per la versione a motore termico, e in MOTIV·e per quella ad alimentazione elettrica — è una concept car a marchio Yamaha realizzata nel 2013. Portata al debutto al salone dell'automobile di Tokyo nel novembre dello stesso anno, rappresenta una delle rare divagazioni dell'omonima casa motociclistica nipponica nel mondo delle automobili.

## Contesto
Tale concept affonda le sue radici nella Murray T25, un progetto di citycar a mobilità sostenibile sviluppato dall'ingegnere Gordon Murray all'inizio del XXI secolo. Questa si contraddistingueva per l'adozione di un innovativo sistema produttivo chiamato "iStream" — mutuato dall'esperienza di Murray su supersportive e monoposto di Formula 1 —, basato sulla drastica riduzione dei tempi di lavorazione e assemblaggio delle superutilitarie grazie al ricorso a una speciale "gabbia", ovvero un telaio in tubi di acciaio (liberamente configurabile secondo le più diverse esigenze) in cui trova alloggiamento una monoscocca parzialmente realizzata in fibra di vetro, unita all'uso di pannelli in materiali compositi che garantisce semplicità costruttiva, rigidità strutturale e sicurezza per i passeggeri: tale processo porta a un risparmio negli investimenti nonché del peso totale rispetto a veicoli similari stimato tra il 20-25%, oltre a permettere un ridimensionamento dei relativi impianti produttivi fino all'80%.
La T25 era nata essenzialmente come idea da proporre ad altre aziende, in possesso di quella capacità produttiva che mancava alla Gordon Murray Design per poter immettere la vettura sul mercato. La casa motociclistica di Iwata si è interessata a questa concept nel 2011, facendone così partire lo sviluppo. Va da sé che per le aziende del Sol Levante non è una novità diversificare il proprio raggio d'azione in vari ambiti: in campo motoristico Honda e Suzuki storicamente si dividono tra auto e moto, mentre Kawasaki spazia a 360° nei più differenti campi.
Nella sua storia la Yamaha si è invece dedicata prettamente alle due ruote come suo core business, pur non rimanendo a digiuno di esperienza nel settore della progettazione di automobili. Nei decenni precedenti si era infatti occupata dei propulsori montati su Toyota 2000GT e Celica, Ford Taurus SHO e Lexus LFA, assieme a varie collaborazioni con Volvo, mentre tra gli anni 80 e 90 del XX secolo si era cimentata come motorista in Formula 1 per scuderie quali Zakspeed, Brabham, Tyrrell, Jordan e Arrows; un know-how, questo ultimo, che già nel 1992 aveva portato l'azienda dei Tre Diapason alla realizzazione, attraverso la sua sussidiaria Ypsilon Technology e con lo studio di R&D International Automotive Design, di una prima concept automobilistica, la sportiva OX99-11. Tale proposta non ebbe seguito, sicché negli anni seguenti la casa nipponica limitò il suo raggio d'azione nelle quattro ruote a piccoli veicoli di servizio all-terrain. Il progetto Motiv rappresenta pertanto il debutto di Yamaha nel campo delle vetture pensate per l'uso urbano oltreché per un'eventuale produzione di serie.

## Caratteristiche
L'auto nasce con l'obiettivo di mettere su strada un mezzo a trazione posteriore adatto a districarsi nel traffico cittadino, col vantaggio di possedere facilità di parcheggio. Rispetto alla progenitrice T25, la Motiv rifugge dall'originale disposizione interna a tre posti (col guidatore in posizione centrale) per abbracciare un più tradizionale abitacolo a due posti, che garantisce maggior comfort agli occupanti. All'esterno, la vettura si rivela molto compatta, coi già citati pannelli in materiali plastici che mostrano una capacità di resistenza agli urti maggiore dell'alluminio e dell'acciaio, oltre a essere di più facile sostituzione. L'applicazione dei concetti "iStream" ha inoltre permesso d'ottenere un contenimento dei pesi pari a 730 kg.

## Meccanica
La concept presentata da Yamaha al salone di Tokyo è in versione elettrica. Tale "Motiv·e" è equipaggiata con un motore posteriore da 34 CV — realizzato all'inglese Zytek — capace d'erogare una coppia di 896 N·m sfruttabile soprattutto in ripresa, e un'accelerazione 0-100 km/h di 15 secondi; l'autonomia del motore elettrico è invece di 160 km, coniugando brevi spostamenti e piacere di guida grazie all'uso di sospensioni indipendenti. È altresì stata approntata una "Motiv" spinta dalla tradizionale alimentazione a benzina, adatta a rientrare nelle norme giapponesi relative alle keicar. Questa dispone d'un motore da circa 70-80 CV, un 3 cilindri 1.0 abbinato a un cambio a doppia frizione a sei marce, di derivazione motociclistica.

### Esplicative
1. ↑  Alcune fonti giornalistiche identificano la versione elettrica come Motiv.e[4] o Motiv-e,[3][5] talvolta con l'aggiunta del suffisso Concept.

### Bibliografiche
1. 1 2 3 4 5   La microcar della Yamaha, su motori.corriere.it, 25 novembre 2013.
2. ↑  (EN) Motiv, su global.yamaha-motor.com.
3. 1 2 3   Gabriele Amodeo, Yamaha Motiv-e: citycar elettrica al Salone di Tokyo 2013, su motorionline.com, 21 novembre 2013. URL consultato il 1º gennaio 2014 (archiviato dall'url originale il 2 gennaio 2014).
4. 1 2 3 4   Sergio Chierici, Yamaha Motiv.e concept: la citycar che nasce dalla Formula 1, su omniauto.it, 22 novembre 2013.
5. 1 2   Stefano Cordara, Yamaha Motiv-e, a Iwata pensano alle auto, su red-live.it, 30 dicembre 2013.
6. ↑   Giuliano Daniele, La citycar T.25 diventa realtà nel 2013, su omniauto.it, 20 maggio 2011.
7. 1 2   Lorenzo Gargiulo, Yamaha Motiv: la rivale della Smart arriva dal giappone, su omnimoto.it, 24 dicembre 2013. URL consultato il 1º gennaio 2014 (archiviato dall'url originale il 2 gennaio 2014).
8. 1 2  (EN) Ollie Kew, Gordon Murray and Yamaha reveal new Motiv city car (2016), su carmagazine.co.uk, 21 novembre 2013.
9. 1 2 3 4 5   Yamaha Motiv, una citycar anti Smart, su alvolante.it, 20 novembre 2013.
10. 1 2   Yamaha 2014: arriva la Motiv, city car con motore tre cilindri, su insella.it, 24 dicembre 2013.
11. ↑   Fabio Gemelli, Yamaha, una coupé per Tokyo, su omniauto.it, 19 ottobre 2015.
12. ↑  (EN) Gordon Murray and Yamaha’s city car, su topgear.com, 20 novembre 2013. URL consultato il 1º gennaio 2014 (archiviato dall'url originale il 2 gennaio 2014).